# Gymnasium Ebingen
Das Gymnasium Ebingen liegt im Albstädter Stadtteil Ebingen. Hier werden rund 800 Schüler von etwa 70 Lehrkräften unterrichtet.

## Geschichte
Das Gymnasium Ebingen wird auf die 1480 gegründete Lateinschule des Stadtschreibers Johannes Etschlich zurückgeführt, die ab 1805 um eine Realschule ergänzt wurde. 1900 folgte der Umzug in die heutige Hohenbergschule, seit 1909 werden auch Mädchen unterrichtet. Seit 1924 wird auch eine Gymnasiale Oberstufe unterrichtet, die ersten Abiturienten legten 1927 die Reifeprüfungen ab.
Seit 1972 ist das Gymnasium Ebingen in einem Neubau untergebracht.

## Schulprofil
Das Lehrangebot der Schule umfasst sowohl ein naturwissenschaftliches wie ein sprachliches Profil. Ab Klasse 5 wird als erste Fremdsprache Englisch unterrichtet. In Klasse 6 kam für alle die zweite Fremdsprache Französisch dazu – heute haben die Schüler die Wahl zwischen Französisch und Latein – und in der 8. Klasse wählen die Schüler im sprachlichen Profil Latein oder Spanisch als dritte Fremdsprache oder im naturwissenschaftlichen Zweig das Fach Naturwissenschaft (NWT) und Technik. Latein, Spanisch und NWT sind weitere Kernfächer. Außerdem bot das Gymnasium noch andere Sprachen (Russisch, Chinesisch, Italienisch, Dänisch) im Rahmen von Arbeitsgemeinschaften an. Das Gymnasium Ebingen ist seit 2012 eine G9-Modellschule. Ab dem Schuljahr 2025/26 gilt an allen Gymnasien in Baden-Württemberg wieder das G9-Modell.
Neben den Fächern der Mittelstufe werden in der Oberstufe außerdem als Wahlfächer angeboten: Informatik, Darstellende Geometrie, Geologie, Astronomie, Philosophie, Psychologie, Literatur und Seminarfach.
Ein Schullandheimaufenthalt in Klasse 6 (früher Klasse 7) und das Berufspraktikum (BOGY) in Klasse 10 bieten den Schülern einige Berufserfahrungen. Schüleraustauschfahrten nach Héricourt (Frankreich) und Aylesbury (England) sowie nach Polen finden regelmäßig statt. Mittlerweile werden teilweise auch Austauschprogramme in die USA und spanischsprachige Länder organisiert.
Für den regelmäßigen Sportunterricht nutzt das Gymnasium die beistehende Sporthalle Mazmann und das Albstadion.

## Schulleitung
Seit dem Schuljahr 2013/14 ist Christian Schenk Schulleiter, nachdem Elisabeth Pleuler-Bauer in den Ruhestand ging. Stellvertreter ist seit dem Schuljahr 2016/17 Axel Bulach.

## SchülerzeitungEbiZentrum
Die Schülerzeitung EbiZentrum wird selbst produziert und in den Druck gegeben, sie erscheint dreimal jährlich. EbiZentrum existiert seit 2008. Davor hatte es rund 20 Jahre lang den Vorgänger Der Wecker gegeben.

## Persönlichkeiten

### Bekannte Lehrer
- Hans-Martin Haller (* 1949), Politiker, Lehrer für Geschichte, Geographie und Gemeinschaftskunde
- Rainer Günther (* 1939), Stiftungsgründer, Lehrer für Französisch, Deutsch und Mathematik[6]

### Bekannte Schüler
- Ekkehart Rautenstrauch (1941–2012), Künstler, Abitur 1962
- Ulrich Dürr (* 1944), Bundesrichter, Abitur 1963
- Werner Olle (* 1945), Wirtschaftswissenschaftler, Abitur 1965
- Heiko Schmid (* 1959), Politiker, Abitur 1978
- Achim Conzelmann (* 1959), Sportwissenschaftler, Abitur 1979
- Michael Hübler (* 1962), Herzchirurg, Abitur 1981
- Roland Tralmer (* 1967), Oberbürgermeister von Albstadt, Abitur 1986
- Christina Knels (* 1975), Neurowissenschaftlerin und Neurolinguistin, Abitur 1995